# 地方教育公施設法人
地方教育公施設法人（フランス語：Établissement public local d'enseignement、略称： EPLE）は1983年に発足にしたフランスの行政的公施設法人の一種。規定は1985年第85-924法令により定義されたが、2009年からフランス教育法典に入っている。地方分権のため、フランス国民教育省と地方自治体は政権と責任が区別される。特に教育省は教育プログラムや機会均等などを担当している反面に、地方自治は中学校（コレージュ）や高校（リセ）の建物の建設とリフォームを務める。中等教育機関の活動に適するから、教育的地方公施設法人である小学校はあまりない。東京国際フランス学園は在国外教育施設法人としてそれと異なる規定がある。

## 参考
1. ↑  フランス法律データベース「Légifrance」
2. ↑  フランス法律データベース「Légifrance」